# Joseba Garmendia
Joseba Garmendia Elorriaga (* 4. Oktober 1985 in Basauri, Provinz Bizkaia) ist ein spanischer Fußballspieler, der beim FC Girona in der spanischen Segunda División spielt.

## Spielerkarriere
Der junge baskische Verteidiger Joseba Garmendia stammt wie zahlreiche Spieler von Athletic Bilbao aus dem eigenen Nachwuchs. So ging es auch für ihn zunächst zum Drittligisten CD Baskonia, einem Ausbildungsverein von Athletic. Nachdem er dort überzeugen konnte, kehrte er nach einer Spielzeit zurück nach Bilbao, um für die zweite Mannschaft in der Segunda División B zu spielen und so langsam an den Profifußball herangeführt zu werden.
Im Sommer 2006 schließlich unterschrieb Garmendia einen Profivertrag bei Athletic. Über den Status des Ersatzspielers kam er in den folgenden drei Spielzeiten jedoch nicht hinaus und wechselte deshalb im Sommer 2009 zum Absteiger CD Numancia. Dort spielte er sich auf Anhieb in die Startformation und absolvierte in zwei Saisons 45 Spiele.
Im Sommer 2011 wurde er zum Ligakonkurrenten FC Girona transferiert. Er unterschrieb jedoch nur einen Einjahresvertrag.